# Per Johansson (handbollstränare)
Per Anders Johansson, född 10 november 1970 i Uddevalla, är en svensk handbollstränare.
Per Johansson började sin karriär i Uddevalla HK som spelare. Gick sedermera till GF Kroppskultur där han våren 1993 som tränare förde klubbens juniorlag till SM-final. Tack vare framgångarna blev han på hösten samma år tränare för representationslaget som då spelade i landets näst högsta serie. Han ledde laget under fyra säsonger och 1996 kunde "Kropps" åter kvalificera sig för spel i Elitserien.
Per Johansson har förutom Kroppskultur tränat Alingsås HK i Elitserien samt varit förbundskapten för svenska herrjunior- och ungdomslandslaget födda 1982-83. I EM i Luxemburg 2001 förde han det svenska juniorlandslaget på herrsidan till ett sensationellt brons.
2003 ledde han U21-laget på herrsidan till ett historiskt UVM-guld i Brasilien 2003. Han fostrade spelare som Jonas Larholm, Kim Andersson, Lukas Karlsson, Joakim Ernstsson och Rasmus Wremer under sin tid som förbundskapten.
Johansson blev förbundskapten för det svenska damlandslaget och tog damerna till sitt första OS i Peking 2008 där man nådde en kvartsfinal. Johansson var också kapten när damlandslaget  under hans ledning tog sin första mästerskapsmedalj någonsin vid EM 2010 i Norge/Danmark. Han ledde också laget till OS i London 2012 innan han lämnade sin post.
Per Johansson har också varit en mycket uppskattad expertkommentator på SVT, TV4, Eurosport och Discovery och kommenterat en mängd svenska slutspel, tyska ligan, EM, VM och Champions League. Under OS 2021 i Tokyo blev Johansson framröstad som den mest uppskattade kommentatorn.
Efter att ha slutat som förbundskapten för Sverige tränade han Kungälvs HK under tre år i damallsvenskan, 2014–2017. Under slutet av säsongen 2016/2017 lämnade han för att en kort period träna det rumänska topplaget CSM București och han återkom även dit 2018 och 2020. Största framgångarna i CSM Bucuresti blev två brons i Champions League, två rumänska ligatitlar och två rumänska cupsegrar.
Han var förbundskapten för Montenegros damlandslag 2017–2020 där han blev omåttligt populär bland spelarna och riktigt folkkär i landet. 
2017-2018, tog han över som tränare för Boden Handboll IF. Efter säsongen lämnade han Boden för att återigen bli tränare för CSM București.
2020 blev han tränare för den ryska storklubben Rostov-Don och vann där ryska ligan, ryska cupen och ryska supercupen. I mars 2022 avbröt han kontraktet med anledning av Rysslands invasion av Ukraina. Per Johansson blev sedan förbundskapten för Nederländerna under perioden 2022-2024 och tog laget till tre raka femteplatser och tog även laget till OS i Paris där laget slutade på en femteplats
I mars 2024 tog han över Győri ETO KC på ett kontrakt säsongen ut, och ledde dem till guld i EHF Champions League. Det var första gången sedan 2019 som Györ vann Champions League. Säsongen 2024-2025 lotsade Johansson återigen Györi ETO KC till guld i EHF Champions League och laget vann även den Ungerska Ligan. Johansson har i tidningsartiklar beskrivit sin dröm om att ta en tredje raka titel EHF Champions League och på sätt skapa en ny dynasti i den ungerska toppklubben. 
Johansson skrev i höstas ett kontrakt som sträcker sig till 2028.